# Concrete (Washington)
Concrete es un pueblo situado en el condado de Skagit, en el estado de Washington, Estados Unidos. Tiene una población estimada, a mediados de 2023, de 787 habitantes.

## Geografía
La localidad está ubicada en las coordenadas 48°31′57″N 121°45′19″O / 48.53250, -121.75528 (48.532617, -121.755155).

## Demografía
Según la estimación 2018-2022 de la Oficina del Censo, los ingresos medios de los hogares de la localidad son de $82,375 y los ingresos medios de las familias son de $78,713. Alrededor del 14.9% de la población está por debajo de la línea de pobreza.